# Pobiedna (województwo dolnośląskie)

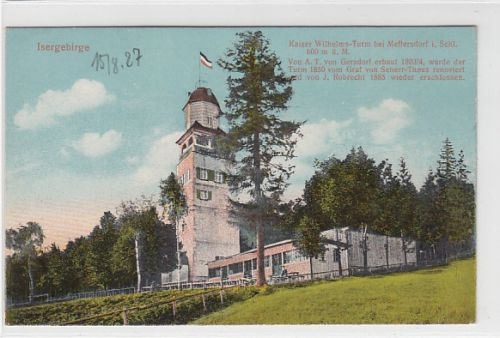
Wieża Wilhelma

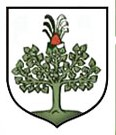
Nieoficjalny herb wsi Pobiedna

Pobiedna (niem. Wigandsthal) – wieś w Polsce, dawne miasto położone w województwie dolnośląskim, w powiecie lubańskim, w gminie Leśna.
Pobiedna uzyskała lokację miejską w 1666 roku, zdegradowane w 1815 roku.

## Podział administracyjny
W latach 1945–1954 siedziba gminy Pobiedna. W latach 1975–1998 miejscowość położona była w województwie jeleniogórskim.

## Demografia
Według Narodowego Spisu Powszechnego (III 2011 r.) liczyła 1267 mieszkańców.

## Historia
Osada została założona w roku 1667 przez Wiganda von Gersdorf jako miasto górnicze dla prześladowanych protestantów z terenów Czech.
Na przełomie lat 1803/1804 w rejonie miejscowości hrabia Adolf Traugott von Gersdorff wybudował kamienną wieżę obserwacyjną, mającą służyć do doświadczeń naukowych (pomiary prędkości światła, badanie wyładowań atmosferycznych, obserwacje planet i gwiazd). Budowlę zaprojektował hrabia von Reden. W 1850 r. wieżę odrestaurowano; od tego czasu funkcjonowała jako punkt widokowy z przyległą gospodą. Po kolejnym remoncie udostępniono ją dla turystów w 1885 r., a rok później nadano jej imię Cesarza Wilhelma.
Miasto utraciło prawa miejskie w 1815 roku.
W roku 1945 miejscowość została przyłączona do Polski. Jej dotychczasową ludność wysiedlono do Niemiec.

## Nazwa miejscowości
Osada została założona w roku 1667 koło wsi Meffersdorf (dzisiejsze Unięcice, stanowiące część Pobiednej) i otrzymała z tego powodu nazwę Meffersdorfer Städtel ("Miasteczko Meffersdorfskie" wzlędnie "Miasteczko Unięcickie"). Nazwa ta jednak funkcjonowała krótko - już w latach 70. XVII wieku pojawiła się forma Wigandsthal ("Dolina Wiganda" - od imienia założyciela miasta) i to ona ostatecznie się przyjęła. Po włączeniu miejscowości do Polski w roku 1945 nadano jej nazwę Sokołów, a następnie Pobiedna, nie związaną z wcześniejszą tradycją nazewniczą, mimo iż znane są przykłady tworzenia polskiego nazewnictwa związanego z imieniem Wigand (zob. Wigancice, Wigancice Żytawskie). Obecna nazwa została administracyjnie zatwierdzona 19 maja 1946.

## Zabytki
Do wojewódzkiego rejestru zabytków wpisane są obiekty:
- miasto (ośrodek historyczny)
- kościół ewangelicki, z XVIII wieku, wewnątrz barokowe nagrobki, obecnie ruina-wieża
- cmentarz przy kościele, ewangelicki, obecnie katolicki, z XVIII w.
- zespół pałacowy, z XVIII w.:
  - pałac w Pobiednej, barokowy[11] z 1768 r., wybudowany przez Adolfa Traugotta von Gersdorfa(inne języki)[12], przebudowywany na przełomie XIX i XX wieku
  - park angielski[12], pawilony ogrodowe, belweder
- dom, Rynek 8 (dec. nr 9), z XVIII w.

inne obiekty:
- wieża Mon Plaisir(inne języki) (Moja Przyjemność, później wieża Wilhelma) - wybudowana w latach 1803-1804 jako obserwatorium astronomiczne do  obserwacji planet i gwiazd, pomiarów prędkości światła, badań wyładowań atmosferycznych, od 1850 r.po odrestaurowaniu atrakcja turystyczna – punkt widokowy,  od 1885 r. wieża Cesarza Wilhelma[12]
- Czarna aleja wytyczona w 1766 r. w kierunku Wolimierza[12]

## Urodzeni w Pobiednej
- ks. Leopold Rzodkiewicz